# Jerry, Jerry, Quite Contrary
«Jerry, Jerry, Quite Contrary» (рус. Джерри, Джерри, ты неподражаем; Джерри-лунатик; Джерри-лунный проказник) — 144-й эпизод в серии короткометражек «Том и Джерри». Это 17 серия из 34 эпизодов Чака Джонса.

## Сюжет
Джерри, с 2 часов ночи, в состоянии лунатизма всячески издевается над Томом, пока тот спит. Джерри, проснувшись, замечает это и пытается бодрствовать, выпивая несколько чашек кофе, но все насмарку. Джерри бросает в Тома кирпич, который его проглатывает. Том хватает Джерри и отправляет его обратно в нору, заколотив выход доской с гвоздями. В 03:40, Джерри выкорчевывает гвозди из своей норы, выходя из нее, привязывает хвост Тома к наковальне, нить которой он распространил по всему дому. Джерри сбрасывает наковальню в дымоход. Том просыпается от неожиданного сюрприза и нить, привязанная к наковальне, проводит его по всему дому. Том падает вниз головой об наковальню. Рыдая, Том уходит из дома, предварительно запаковав в чемодан все самое необходимое. Но спящий Джерри все еще в состоянии лунатизма не отстаёт от него, идя по пустыне.